# Sikandra Rao
Sikandra Rao è una suddivisione dell'India, classificata come municipal board, di 38.485 abitanti, situata nel distretto di Hathras, nello stato federato dell'Uttar Pradesh. In base al numero di abitanti la città rientra nella classe III (da 20.000 a 49.999 persone).

## Geografia fisica
La città è situata a 27° 41' 60 N e 78° 24' 0 E e ha un'altitudine di 174 m s.l.m..

## Società

### Evoluzione demografica
Al censimento del 2001 la popolazione di Sikandra Rao assommava a 38.485 persone, delle quali 20.196 maschi e 18.289 femmine. I bambini di età inferiore o uguale ai sei anni assommavano a 6.611, dei quali 3.507 maschi e 3.104 femmine. Infine, coloro che erano in grado di saper almeno leggere e scrivere erano 17.605, dei quali 10.761 maschi e 6.844 femmine.